# Візантійська Палестина
Візантійська Палестина (дав.-гр. Παλαιστίνη) — період в історії Палестини (або Землі Ізраїльської), коли ця близькосхідна територія перебувала під владою Східної Римської імперії — Візантії. Кінцем візантійського періоду вважається завоювання провінції арабами на початку VII століття. З археологічної точки зору початок візантійського періоду пов'язують з правлінням Костянтина Великого (306—337) або, точніше, з 324 року, коли після перемоги над Ліцинієм Костянтин встановив контроль над східною частиною імперії. В рамках історії єврейського народу візантійський період традиційно відраховують приблизно від кінця правління в Римській імперії династії Северів в 235 році, коли завершився таннаїтський і почався амораїтський період єврейської історії, або ж смерті раббі Ієхуди ха-Насі
(Термін «Земля Ізраїльська» не збігається в географічному відношенні з межами римських і візантійських провінцій)  У цей період Палестина була найбільшим християнським центром і популярним місцем паломництва, що мало важливе економічне, політичне і суспільне значення для регіону. Територія візантійської Палестини включала прибережну рівнину від гори Кармель на півночі до міста Рафія на південному кордоні з Єгиптом, Галілею і Голани на півночі, долину Їзреел, долину річки Йордан і Мертве море . Адміністративний поділ Палестини неодноразово змінювався і прийняв свій остаточний вигляд в IV столітті після поділу на три провінції. В історичному відношенні Палестина продовжувала залишатися єдиним утворенням.
Після завершення кризи III століття, IV століття стало часом процвітання в Палестині. Після паломництва в 325 році в Святу землю імператриці Олени тут стали з'являтися численні церкви і монастирі. Деяку загрозу представляли набіги арабів, але заходи, прийняті при Діоклетіані (284—305) і Галереї (293—311) по захисту палестинського лімесу (лат. limes Palestinae) забезпечували достатній захист. В результаті Палестині був забезпечений тривалий період спокійного розвитку, який призвів до значного економічного і демографічного росту. У візантійський період чисельність жителів Палестини досягла значень, які були перевершені лише в XX столітті. В цей же період в регіоні відбувався процес християнізації і відповідного зменшення частки єврейського і язичницького населення.
Населення Палестини було вкрай різнорідним. Основним місцем поселення гебреїв була Галілея, хоча тут було багато і негебреїв, особливо в таких містах, як Сепфоріс і Капернаум. Гебреї жили і в інших частинах Палестини, в тому числі у великих містах. У деяких частинах Юдеї і Гілеад вони становили більшість населення. Самаритяни домінували в Самарії, в містах якої язичники жили значними громадами. Кочові і осілі араби, включаючи нащадків набатейці, становили більшість Палестини. Повсюдно зустрічалися сирійці що говорять на арамейських мовах, а також греки. Відповідно до цього строкатим був і релігійний склад населення.

## Історичний огляд

### Основні тенденції III—IV століть
Криза в Римській імперії що розпочалася з падінням династії Северов позначилася на Палестині не більше, ніж на решті імперії. Хоча Талмуд і мідраші в своїх розповідях про цей час приділяють більше уваги проблемам, ніж випадкам процвітання, умови життя в цій провінції були порівнянними з тими, які були в інших частинах сходу імперії. Невдоволення ситуацією відродило месіанські надії, але на відміну від I—II століть, основні претензії до римської влади носили не релігійний, а економічний характер. Збереглася інформації про конкретні події часу анархії не достатньо, щоб можна було викласти зв'язну історію цього періоду. Нумізматичний матеріал показує, що з 12 міст, які карбували монету при Северах, тільки три продовжили це робити — колонії Елія Капітоліна, Кесарія Палестинська і Флавія Неаполіс; до 260 року карбування повністю припинилася і там. В цьому відношенні Палестина так само відповідала тенденціям свого часу. Тривали процеси еллінізації в тих частинах Палестини, які вже й так були переважно негебрейськими. Неаполіс що отримав при імператорі Філіппа (244—249) статус колонії став центром відправлення імператорського культу. Збереглося дуже мало нумізматичних свідчень про воєнну історію регіону в середині III століття. При імператорі Деції (249—251) емблема легіону X Fretensis (кабан) з'являється на монеті з Кесарії, а роком або двома пізніше при Галлі (251—253) на монеті Неаполіса. Ці міста не були звичайним місцем дислокації цього легіону, і монети, ймовірно, випущені в пам'ять поселення там ветеранів. При Галлі з'явилися також монети зі штандартом легіону III Gallic, зазвичай розквартированого поблизу Дамаска, на монетах Кесарії — швидше за все це вказує на розміщення в місті підрозділів цього легіону. Інші свідчення настільки ж фрагментарні. У 253 році Персія вторглася в Римську імперію і захопила Антіохію; можливо розграбуванню піддалася і Палестина. У складеному за наказом шаха Шапура I списку провінцій, які поставили імператорові Валеріану I (253—260) війська для його катастрофічного походу в Персію в 260 році, була і Юдея. У наступне десятиліття продовжилося скорочення військ в Палестині. У 260-ті роки Палестина увійшла в частину імперії, що потрапила під контроль Пальмірського царства Одената (260—267) і Зенобії (267—273). Оденат зміг виправити ситуацію на східному кордоні, відкинувши персів за Євфрат. В ході одного з походів була зруйнована Нехардея, великий культурний і торговий центр вавилонського гебрейства. Негативне ставлення гебреїв до Пальмири виразилося як в письмових джерелах (відомі висловлювання рабинів, що благословляє падіння Тадмору. Причина цієї ворожості не цілком зрозуміла), так і в тому, що війська з Палестини взяли участь в кампанії проти Зенобії в 272 році.
Після десятиліття без інформації, Палестина знову згадується в зв'язку з реорганізацією, розпочатою Діоклетіаном (284—305). Палестина увійшла в дієцезії Сходу, одну з 12 великих територіальних одиниць, на які цей імператор розділив імперію. До Палестині були приєднані значні території між Ідумеєю і Червоним морем. Про громадянське управлінні в період Тетрархії практично нічого не відомо; про трьох губернаторів на початку IV століття відомо від Євсевія Кесарійського в зв'язку з їх ефективністю під час Діоклетіанового гоніння на християн. При Діоклетиіані продовжилася розпочата Северами програма урбанізації регіону. Біля Аскалону, в переважно населеної негебреями області, було засновано Діоклетіанополь. Гебрейське місто Капаркотна в долині Ізреель було перейменовано в Максиміанополь. Діоклетіан був першим римським імператором після Каракалли (198—217), який відвідав Палестину. У 286 році він декілька тижнів провів в Галілеї, зупинившись, згідно з гебрейською традицією, в Баніясі і Тіверіаду. Цей візит справив велике враження на гебреїв і описаний в декількох легендах. Згідно з однією з них, Діоклетіан в дитинстві пас свиней поблизу Тіверіаду і піддавався глузуванням однолітків, що зумовило його негативне ставлення до гебреїв. У 297 році Діоклетіан разом з молодим Костянтином був в Палестині проїздом в Єгипет. Економічні проблеми III століття в повній мірі позначилися на Палестині. Величезна інфляція призвела до того, карбування срібної монети стала занадто витратною для міст і поступово припинилася. Монетарна економіка практично зникла, а солдати і чиновники отримували своє утримання переважно в натурі. Тільки наприкінці IV століття почався процес перекладу всіх виплат на золото. Близько 301 року Діоклетіан почав економічні реформи. Його знаменитий едикт про максимальні ціни відомий переважно за даними з Малої Азії, і не відомо, в якій мірі він виконувався в Палестині. Регіональні варіації були значні — в Палестині ціни на продовольство були вдвічі вище, ніж в Єгипті, і вдвічі менше, ніж в Римі. Виражені в золоті, ціни 300 роки навряд чи були вище, ніж в II столітті, проте це мало допомагало населенню, у якого було його мало. Також Діоклетіаном була зроблена спроба реформа оподаткування. У Палестині її слідами є межові камені в північно-східній Галілеї, помічені ім'ям якогось Елія Статутуса (Aelius Statutus).

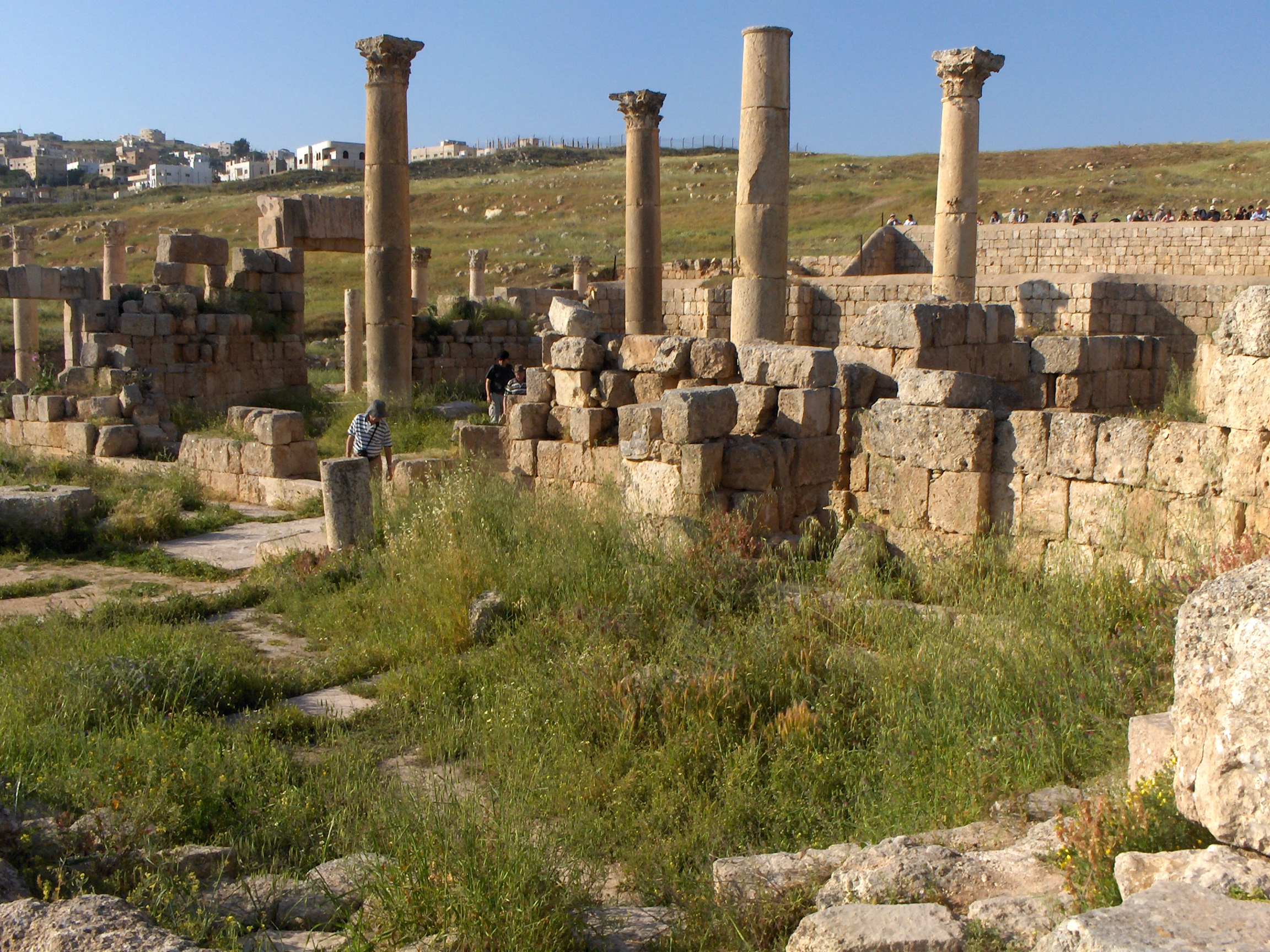
Руїни собору Гераси біля 400 року.

У IV століття почалася християнізація Палестини. Це був тривалий процес, що завершився деякою мірою тільки в царювання Юстиніана I. З точки зору гебреїв, за твердженням американського історика Сет Шварца, християнізація характеризувалася маргіналізацією їх суспільства і «відторгненням» їх релігії. На перший з цих викликів євреї могли реагувати двома способами — прийняттям християнства або ж збереженням вірності юдаїзму в рамках окремих соціальних структур. Вплив християнізації Палестини на гебреїв дослідниками оцінюється по-різному. У XIX столітті Генріх Грец розглядав історію гебреїв після деякого процвітання Северів як безперервний занепад до жахів Середньовіччя. Інша точка зору, висловлена в 1961 році німецьким істориком І. Баєром передбачала, що гебреї зазнавали переслідувань в язичницькій римській державі і християнській візантійській однаково. Потім з появою нових археологічних даних в 1970-1980-х роках з'явилися підстави вважати, що ворожа християнському уряді раввінічна література V—VI століть, на якій засновував свої теорії Г. Грец, не відбивала реальний стан справ в гебрейському суспільстві того часу. Судячи з даних археології, починаючи з III століття гебреї в Палестині процвітали, їх чисельність зростала, а їх відносини з християнами були цілком дружніми. Проте прагнення візантійських імператорів ввести одноманітність в релігійне життя своїх підданих в разі гебреїв призводило до прийняття дискримінаційного законодавства. Наслідком цього було не тільки виключення гебреїв з урядових структур, а й заборона на будівництво синагог.
У царювання Костянтина Великого була зроблена спроба врегулювати питання про членство гебреїв в міських радах. Виконання куріальних обов'язків, начебто почесне, було обтяжливою справою і було пов'язане з великими витратами власних коштів — на декурионів покладався обов'язок компенсувати відсутні кошти міського бюджету, необхідні для підтримки громадських споруд і служб. Як мінімум з III століття в раввіничиських текстах висловлюється обурення проти цих, часто примусових, обов'язків, що покладалися на багатих гебреїв. Гебреї могли уникнути призначення в раду, пославшись на те, що потрібне за посадою вчинення язичницьких жертвоприношень суперечило їхнім релігійним переконанням, проте після оголошення релігійної терпимості Костянтином цей спосіб став неможливим. У посланні від 11 грудня 321 року, адресованого міській раді Колонії Агрипини (сучасний Кельн), Костянтин дозволив двом або трьом обраним до ради гебреям не нести куріальні фінансові тяготи (CTh 16: 8: 3). Наступного разу імператор повернувся до цього питання в законі 330 року вже стосовно до гебреїв Палестини, дозволивши виключення з числа можливих куріалов єврейських релігійних і громадських лідерів (CTh 16: 8: 2) — як це раніше було зроблено для лідерів християнської і язичницької громад. Прагнення уникнути куріальних обов'язків було властиво не тільки гебреям, що викликало необхідність прийняття Костянтином закону, що забороняв прийняття священичого сану з метою ухилення від виконання громадянського обов'язку. Зрештою, в 398 році імператор Флавій Аркадій заборонив посвячення в священство осіб Куріального звання. Аналогічні спроби обмеження можливості ухилення робилися і щодо гебреїв. У законі імператора Західної Римської імперії Граціана 383 року на обраних до ради гебрейських священників покладався обов'язок знайти собі адекватну щодо заміну, проте навряд чи це застосовується на сході. Але потім в 397 році на сході були підтверджені права патріархів і в цілому немає підстав вважати, що в цьому важливому аспекті гебрейські священнослужителі перебували в гіршому становищі, ніж християнські.

### V—VII століття
Важливою тенденцією починаючи з першої половини V століття став розквіт синагог, що спостерігався незважаючи на видання заборонних законів між 415 і 438 роками. У цьому процесі важливу роль грали священики, особливо в розвитку літургійних практик. У цей період зародився жанр релігійної поезії піют. Причини цього явища дослідники виявляють в занепаді центрів гебрейської освіченості в великих містах (Тіверіаду, Сепфоріс, Кесар тощо) і зміщення центрів культурного і суспільного життя в дрібні містечка і сільську місцевість. Археологічні дослідження древніх синагог і нанесених на них написів дозволяють історикам зробити припущення про ідеологічне підґрунтя цих змін. На думку американського історика Сет Шварца, спорудженням і прикрасою синагог гебреї піздньоантичної Палестини деяким переломленим способом віддзеркалювали навколишню їх дійсність. Хоча сільські гебрейські громади, які прагнуть бути автономними і самодостатніми, в деталях свого функціонування і в своїй ідеології були принципово гебрейськими, ідея будівництва монументальних релігійних споруд була наслідком загальної тенденції, викликаної християнізацією. Синагоги в цей період використовувалися як майданчик для громадських обговорень, зокрема для утримання членів громади від зайвої взаємодії із зовнішнім світом. Синагоги також були місцем отримання освіти, що конкурує з тим, яку давали рабини. Дослідники відзначають зв'язок розвитку мережі синагог з внутрішньої дезінтеграцією єврейської громади, що проявлялася в тому числі і в тому, що емігрували в Палестину гебреї з Вавилону, Александрії і Тіру засновували власні синагоги і робили мало зусиль для інтеграції в ширше суспільство.
Великим напрямком досліджень є вивчення процесу трансформації Палестини від процвітання під час правління Візантії до жалюгідного стану під владою Арабського халіфату і хрестоносців. Якщо до кінця XX століття вважалося, що цей процес був обумовлений різноманітними природними і політичними катастрофами (юстиніянова чума в 542 році, перське завоювання в 614 році і арабське завоювання в 634—640 роках, а також серія спустошливих землетрусів), то наразі на основі аналізу археологічних даних встановлено, що це був тривалий процес занепаду, що відбувся з різною інтенсивністю в різних частинах Палестини.

## Управління та структура

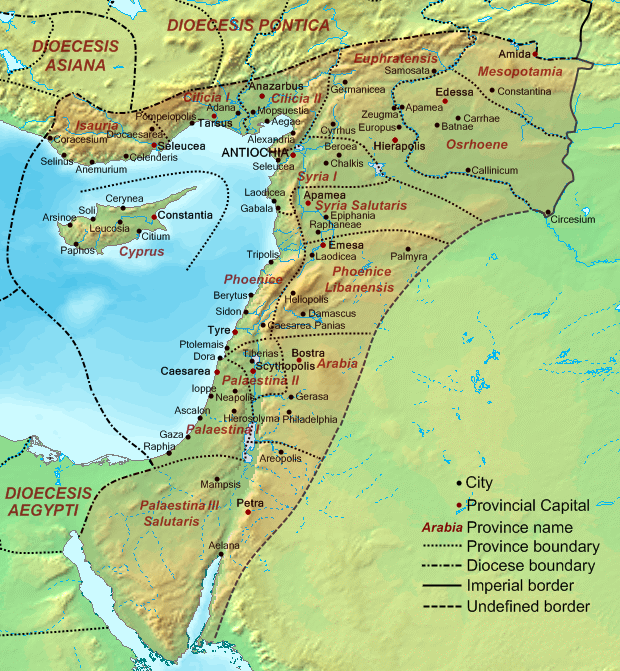
Провінції Близького Сходу біля 400 року

### Цивільне управління
Після придушення повстання Бар-Кохби в 135 році імператором Адріаном (117—138) була утворена провінція Сирія Палестинська, що включала в себе території на північ від пустелі Негев і на захід від річки Йордан. Утворена приблизно в той же час провінція Аравія Петреа включала Трансіордан, південь Сирії, Негев і Синайський півострів. Надалі адміністративно-територіальний устрій Палестини постійно уточнювався. В ході адміністративних реформ Діоклетіана, в цілому спрямовані на розукрупнення провінцій, провінції Аравія Петреа були передані значні території в Сирії. Як компенсація, у неї були забрані і передані Палестині землі на південь від річки Арнон, пустеля Негев і Набатейського міста Ейлат і Петра. Дата цієї події невідома; найранніші підтвердження що датується 307 роком свідоцтво церковного історика Євсевія Кесарійського, який повідомив про те, що мідні шахти між Петрою і Мертвим морем відносяться до Палестини. Приблизно в цей же час Палестині було передано місто Дор. У IV столітті Палестина була ареною великих політичних подій і про її адміністративний устрій в цей час майже не відомо. Про те, хто керував цим регіоном в період між 353 і 382 роками відомо тільки з листів відомого оратора Лібанія. В його листах було зроблено висновок, про те що в 357/358 році Палестина була розділена на дві провінції — Палестина Прима зі столицею в Кесарія Палестинська і Палестину Салютарис . Питання про столицю Палестини Салютаріс є спірним — в той час, як джерела одностайно називають столицею провінції Петру, багато сучасних дослідників поміщають столицю Третьої Палестини в Елузу
У 409 році вперше згадується поділ Палестини на три провінції. Третя Палестина була утворена з колишньої Палестини Салютаріс. Галілея, Голани, частина Декаполісу і Долина Їзреель підпорядковувались до новоствореної провінції Палестина Секунда зі столицею в Скифополісі. Іншу частину Палестини (Юдея, Самарія та узбережжя) залишили в Палестині Примі зі столицею, як і раніше в Кесарії Палестинській. Провінціями керував чиновник у ранзі консуляра, поки в 536 році імператор Юстиніан I (527—565) не виділила губернатора Палестини Прими, присвоївши йому ранг проконсула (Анфіпата) і не підпорядкував йому дві інші Палестини. Губернатори мали виконавчу, законодавчу та фінансову владу в своїх провінціях, як раніше прокуратори. Мета цих перетворень істориками практично не аналізувалася. Якщо виходити з припущення, що очікуваним результатом було зміцнення південного кордону, то він в повній мірі не була досягнута. Ні в цивільній, ні у військовій сфері центральній владі не вдалося добитися контролю над обстановкою в провінції. Важливим фактором, як і раніше залишалася можливість місцевих посадових осіб укладати союзи з прикордонними аравійськими племенами .
На наступному рівні управління знаходилися міста з прилеглими територіями. Якщо в попередню епоху Римська імперія дбала про заснування міст в Палестині з метою еллінізації регіону, то починаючи з царювання Костянтина Великого метою стала християнізація. З цією метою Костянтин дав права міста порту Гази, який отримав в цій якості назву Маїума. З населеного переважно юдеями Сепфоріс були виділені два християнських передмістя. Одночасно з цим на початку IV століття відбувається поступова втрата містами залишків незалежності від провінційних адміністрацій, перш за все податкової та юридичної. Території поза містами в IV столітті підпорядковувалися прокуратору, а той, у свою чергу, губернатору. Причини, за якими створювалися сільські адміністрації на Сході, різні: небажання юдейського населення поселятися в містах, військові міркування, управління великими територіями, що знаходяться у власності імператора.

### Військова організація та захист кордону

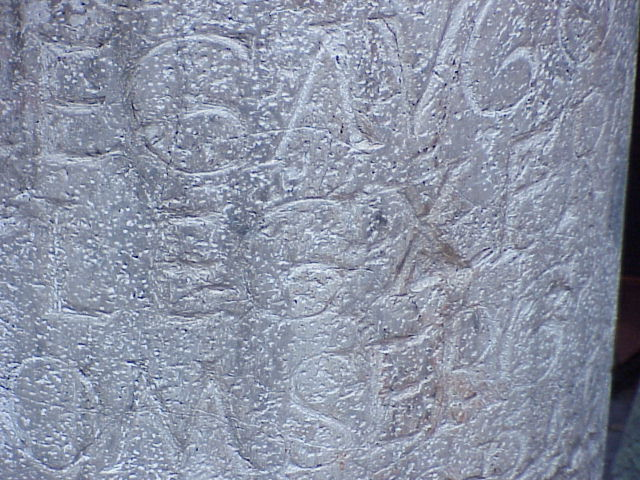
Напис легіону X Fretensis в Єрусалимі.

Військове управління, в тому числі у прикордонній зоні лімесу, відносилося до ведення дукс. При цьому, як правило, дукс займав свою посаду істотно довше, ніж губернатор, що давало йому більше бюрократичних переваг. Квота на розміщення в Палестині військових з'єднань з часів Адріана становила 2 легіону. Один з них, Legio X Fretensis, був дислокований в Елії Капітоліна, Legio VI Ferrata мав квартири в Капаркотні поруч з Мегіддо. При Діоклетіані або раніше Десятий легіон був переведений в Ейлат, а Шостий переведений в Дамаск в середині III століття. Чи не відомо, чи був він повернений назад. У перерахуванні кінця IV століття «Notitia Dignitatum» він не згадується. В Елії Десятий легіон був замінений загоном маврської кавалерії.
При Діоклетіані була організована система прикордонних укріплень в цій частині імперії (лімес, лат. limes palaestinae). Швидше за все, він був необхідний для захисту від набігів арабських племен, що досягали передмість Єрусалима. Чисельність розміщених в Палестині військ не відома і відновлюється з загальних міркувань. Кількість солдатів в легіоні на початку IV століття становила між 1000 і 3000 чоловік. На додаток до цього були допоміжні війська (ауксілії), про які відомо з «ономастикон» Євсевія Кесарійського і «Notitia Dignitatum»: в Елії Капітоліна стояла маврська кавалерія, на півдорозі між Елією і Єрихоном знаходився форт когорти Cohors prima salutaris, а біля річки Йордан табір когорти Cohors secunda Cretensis. На південь від Хеврона був форт кавалерійського підрозділу Equites scutarii Illyricani. Крім цього на лімесі від Середземного моря до Мертвого розташовувалося 5 військових таборів, і далі на південь ще приблизно 10. Також під командування палестинського дуксу перебувало декілька фортець у Набатейських горах на схід від долини річки Йордан. Таким чином, вкрай приблизна оцінка римських військ в Палестині в IV столітті становить 10 000 чоловік. Про спосіб формування військ в Палестині в цей період практично не відомо. Прикордонні війська (лімітани) формувалися, як і всюди, з місцевих жителів. Ймовірно, іноді гебреї надходили на військову службу, але частіше вони воліли заплатити спеціальний податок aurum tironicum і не наражати себе на небезпеку порушення релігійних приписів.
Кордон Римської та Візантійської імперій на півдні по відношенню до арабським намадам (в грецькій і латинській термінології «сарацинам») була кордоном в строгому сенсі цього слова, перешкодою для переміщення невеликих груп або торговців. Також частина з них надходила на військову службу як федерати.
Із занепадом патріархату і рабинату на лідируючі позиції повернули священики (коени), втратили значну частину свого впливу після руйнування Другого Храму. Про головні священників в Тіверіаду в V і VI століттях відомо з християнських джерел, проте про роль священників у гебрейському суспільстві і чи змогли вони замінити владу патріархів, не відомо. Зростання впливу цієї групи супроводжувалося зміщенням центру громадського життя з навчальних закладів в синагоги.

### Патріархат і рабинат
Патріархат (від лат. patriarcha, івр. נָשִׂיא, насі) є найбільш документованим гебрейським інститутом розглянутого періоду. Цей титул носили ватажки гебрейського народу з II по початок V століття. Незважаючи на те, що свідоцтва про цей інститут містяться в гебрейських, християнських, язичницьких, правових і епіграфічних документах, питання про його природу і обсяги повноваження є предметом дискусій. З традиційної точки зору, висхідній до «Історії гебреїв» Г. Греца, патріарх був верховним лідером, главою юдейської громади в Палестині і деякою мірою всієї Римської імперії. Його авторитет визнавали гебрейські громади і римський уряд, що дозволяло патріарху виступати в ролі посередника. Влада патріарха охоплювала як духовну, так і світську сферу. Він міг призначати і звільняти місцевих гебрейських керівників, приймати правові і ритуальні рішення і збирати податки на користь свого апарату. Цей апарат включав в себе експертів за юдейським правом (рабинів), посланників в регіони Палестини і імперії, а також особистих охоронців. Статус патріархів частково ґрунтувався на їх посиланнях на походження від царя Давида. Це визнавалося не всіма і існувала опозиція з боку рабинів. Основною проблемою даного напрямку історіографії є пояснення цих взаємин. Новіші дослідження підходять істотно більш критично до історичних свідчень і розрізняються в оцінці ступеня цілісності і послідовності розвитку інституту патріархату. Деякі історики, наприклад М. Гудман взагалі ставлять під сумнів існування такого інституту влади. Проте така точка зору вважається занадто радикальною, і більшістю в даний час визнається, що патріархат як інститут існував, хоча і зазнавав змін. Предметом суперечок є також його утворення. Більшість дослідників пов'язують виникнення патріархату з ім'ям Ієхуда ха-Насі (кінець II — початок III століть), проте вплив і визнання Римською імперією його наступників суперечливо. Найбільш обережні дослідники відносять визнання імперією патріархату до 390-х років, характеризуючи його як «нетривалий римський експеримент». Відповідно до цього існують різні погляди на співвідношення патріархату і рабинату. Відповідно до одного з них, різниця не носило якісний характер і, по суті, патріархи представляли собою просто більш агресивну династію рабинів що просувають свої інтереси, а зміни в положенні інституту патріархату ставилися до індивідуальних особливостей того чи іншого патріарха — його вченості, багатства і репутації. Визнання патріархату наприкінці IV століття урядом було в такому підході кульмінацією зусиль цієї династії по встановленню свого контролю над громадами діаспори. Відповідно до іншого погляду, патріархат якісно відрізняється від рабинату. Якщо властивостями першого інституту є знатне походження і політичний вплив, то другого — вченість. Після зникнення патріархату на початку V століття ознаки визнаного державою лідерства серед усіх гебреїв Палестини не простежується. У 415 році останній патріарх Гамліель VI був зміщений і з тих пір немає ніякої достовірної інформації про лідерів гебрейського народу в Палестині.
Інший владний інститут гебрейського населення Палестини — рабинат, теж добре документований, але, як і, патріархат, викликає суперечки серед істориків. Суперечливим є вже розуміння сенсу слова «рабин» — чи було воно в розглянутий період просто поважним титулом, або ж застосовувалося тільки до вчителів Тори, як це відбувається в даний час? У будь-якому випадку, під рабинами розуміються люди, які створювали, навчали або передавали традицію, зафіксовану в літературі, відомої як рабиничної. Політична роль рабинів інтерпретується істориками по-різному. Традиційний погляд полягає в тому, що рабини були керівним класом що збереглася після війни 66-70 років частини гебрейського народу. При цьому передбачається, що це значення з тих пір триває аж до теперішнього часу. У III столітті їх влада кілька померкла у сутіні патріархів. У V—VI століттях, маючи резиденцією Тіверіаду, вони як і раніше розглядалися як лідери гебрейського народу. Більш скептична точка зору сучасних істориків виходить з того, що відомості про вплив рабинів, одержувані з рабиничної літератури, перебільшені. Точніший аналіз, проте, дозволяє зробити накопичені археологічні та епіграфічні дані. Згідно з ними, в II столітті в Палестині рабини не мали інституційної влади і були самопроголошеною елітою, що досягала впливу шляхом особистих якостей окремого рабина. Вони не мали ніякої громадської влади, навіть в рамках синагоги. Підпорядкування ним в релігійних або цивільних справах було виключно добровільним. Можливо, це положення змінилося наприкінці II — початку III століть, коли рабини сконцентрувалися в великих міських центрах — Тіверіаду, Сепфоріс, Кесар і Лод. Це збільшило їх контакти з широкими верствами гебрейського населення, а також змінило погляди самих рабинів на доцільність контактів з нижчими соціальними верствами. При цьому рабини стали відкритішим до греко-римської цивілізації, стали брати участь у суспільному житті, стали отримувати авторитет як судді і адміністратори. Можливо, саме тоді стали з'являтися академії для підготовки рабинів. В результаті такої «урбанізації» рабинів зросла їх вплив на суспільство. Аналогічний процес можна простежити і в патріархаті, зростання впливу якого при Ієхуда ха-Насі збігся з перенесенням його резиденції з Бейт Шеарім в Сепфоріс. Після IV століття рабинична література двох наступних століть візантійської влади в Палестині не містить імен окремих вчителів. Проте процес вивчення і передачі літератури, зокрема Палестинського Талмуду, тривав. Сліди впливу рабинів в цей період історики виявляють в літургійному трактаті Соферим, арамейською Таргумі і правових текстах.
Із занепадом патріархату і рабинату на лідируючі позиції повернулися священики (Коени), що втратили значну частину свого впливу після руйнування Другого Храму. Про провідних священників в Тіверіаді в V і VI століттях відомо з християнських джерел, проте про роль священників у гебрейському суспільстві і чи змогли вони замінити владу патріархів, не відомо. Зростання впливу цієї групи супроводжувалося зміщенням центру громадського життя з навчальних закладів в синагоги.

## Населені пункти

### Типізація

Міста Палестини у Візантійський період, за даними Safrai, 1994..

У Римській імперії містом вважалося поселення, що отримало від імператора статус поліса. Проте, якщо правовий зміст цього поняття добре відомий, то характеристичні особливості поліса, тим більше в конкретних провінціях, є предметом дискусій. Підсумовуючи результати численних досліджень, ізраїльський історик Сафран Зеєв наводить такі ознаки палестинського піздньоантичного міста:
- Значне населення, в основному від 8000 до 20 000 мешканців[50];
- Наявність структур самоврядування;
- Контроль прилеглих сільських територій;
- Наявність громадських споруд (театр, стадіон, гімнасій тощо), централізоване водопостачання, каналізації, міських мурів, лазень;
- Виражена соціальна стратифікація;
- Більш диверсифікована, в порівнянні з селами, економіка;
- Місцевий торговий і економічний центр;
- Відносно високий рівень розвитку послуг;
- Елінизоване населення. Хоча цей фактор не був визначальним для античного міста, фактично, в Палестині не було міст без переважаючого не-гебрейського населення[51]

Як і у всій Римській імперії, міста становили структурну основу провінцій. Громадянська активність, функції управління, економічна діяльність, культурне та інтелектуальне життя концентрувалася навколо міст. В цілому, в Римській імперії міста займали чільне місце в порівнянні з сільськими поселеннями, і Палестина в цьому відношенні не відрізнялася від решти імперії. За правління Діоклетіана з'явилося багато невеликих міст, з яких основними були побудовані на початку його царювання у долині Ізреел Максіміанополь, і Діоклетіанополь в декількох кілометрах від Ашкелона. Тоді ж відбулося відродження ряду міст, які втратили свій статус в II—III століттях (Дор, Аполлонія, Геба). Деякі з нових міст з'явилися в результаті розселення раніше існувавших (Азотус Параліус лат. Azotus Paralius) поблизу Ашдода, що розвинулася з порту Гази Маїума тощо). Рівень урбанізації Палестини у візантійський період був надзвичайно високий. За цим показником Палестина Прима займала друге місце в імперії після Памфілії, і Палестина Секунда відставала від неї не сильно. Основною характеристикою цього процесу була поява значної кількості міст, більшість з яких проіснували дуже недовго. Багато з цих міст з'явилися на території сучасного Сектора Гази, що може бути пояснено розташуванням регіону на перетині торгових шляхів з Аравії, Єгипту та Сирії, наявністю великого порту і високим рівнем ґрунтових вод, що забезпечують регулярне водопостачання.
Однією з причин створення міст в Палестині була підтримка тієї чи іншої етнічної або релігійної громади. Нові міста будувалися для не-гебрейського і еллінізованого населення, а з IV століття в тому числі для захисту християн, як в разі Маїуми. Центри розселення тубільців (гебреїв, самаритян) відставали в рості від інтенсивно зростаючих грецьких міст. З огляду на, що міста контролювали прилеглі переважно гебрейські сільські поселення, відносини міста і села набували етнічний вимір. Згідно Галахічним правилами, місто відрізняється від села наявністю 10 «гулящих» батланім, тобто людей, які не мають власних занять, і мають можливість щодня бути присутніми на богослужіннях. На підставі аналізу трохи пізнішої праці за юдейським правом Алахот Гдолот Ш. Сафран інтерпретує слово «батланім» як муніципальна установа, необхідна для функціонування міста. Галаха накладає і інші вимоги на місто, фактично зводяться до різноманітних способів оцінити чисельність населення в поселенні. У більшості випадків в гебрейських містах було не менше 100 чоловік, що призводить до оцінки у 80-100 нуклеарних родин, або 8-10 дунамів ; в селах, відповідно, менше. Важливою характеристикою була наявність синагоги — найменше поселення, в якому вона була займало площу в 10 дунамів. При цьому відомо про наявність християнських храмів в селах і менше 7 дунамів. Це пов'язано з тим, що синагога, на відміну від храму, виконувала в тому числі функції муніципальної установи. Дослідження руїн древніх сіл дозволило виявити в них деякі комунальні служби — басейн для ритуального обмивання (міква), громадські цистерни і водонапірні башти. Існували сільські дороги для доступу на поля і з'єднання з сусідніми селами. Шкіл, мабуть, в селах не було. Наприклад, діти з сіл в околиці Кесарії вчилися в місті

### Єрусалим
Після повстання Бар-Кохби 135 року гебреям було заборонено входити в Єрусалим, що тепер називався Елія Капітоліна. Ця міра була настільки дієвою, що за свідченням Євсевія Кесарійського в 310 році губернатор Фірміліан навіть не чув про колишню назву міста. З перемогою християнства в Римській імперії колишня заборона була відновлена, а після освячення храму Гробу Господнього в 335 році посилено. Згідно анонімного «бордоського мандрівника», в 333 році в межах стіни Сіону з семи існуючих раніше там синагог залишилася тільки одна, а решта «розорані як поле» (Мих. 3:12); аналогічне спостереження в 392 році зробив Єпіфаній Кіпрський. Проте чи могла в умовах діючої заборони ця єдина вціліла будівля бути синагогою не цілком зрозуміло. Бордоський мандрівник, а потім Євсевій в 335 році, підтверджують існування звичаю, згідно з яким гебреям один раз на рік на Дев'яте ава дозволялося входити в місто і оплакувати руйнування Другого Храму. Проте наскільки насправді дотримувалася заборона не відомо, так як в різних ребеничних текстах є згадки про відновлення гебрейське прочанство до Єрусалиму в IV столітті . Планування Елії Капітоліни і масштаб руйнувань міста після подій 70 року. Ймовірно, вони були менше, ніж описує Йосип Флавій хоча б, руїни Другого Храму дозволяли сховатися в них захисникам міста під час облоги 641 року, коли і було довершено руйнування. Це також підтверджують археологічні дані — залишки храму часів Ірода Великого що знаходять вище візантійських шарів, а матеріали з воріт Хульди використовувалися для будівництва ранніх споруд раннього ісламського періоду. Римські руїни Елії Капітоліни в основному представлені спорудами, що мали відношення до розквартированих тут легіонів. X легіон покинув місто наприкінці III століття, але його табір на місці нинішнього Єврейського кварталу Єрусалима був заселений тільки після 324 року. В цілому, до перетворення християнства в офіційну релігію Римської імперії Єрусалим був досить незначним провінційним містом.

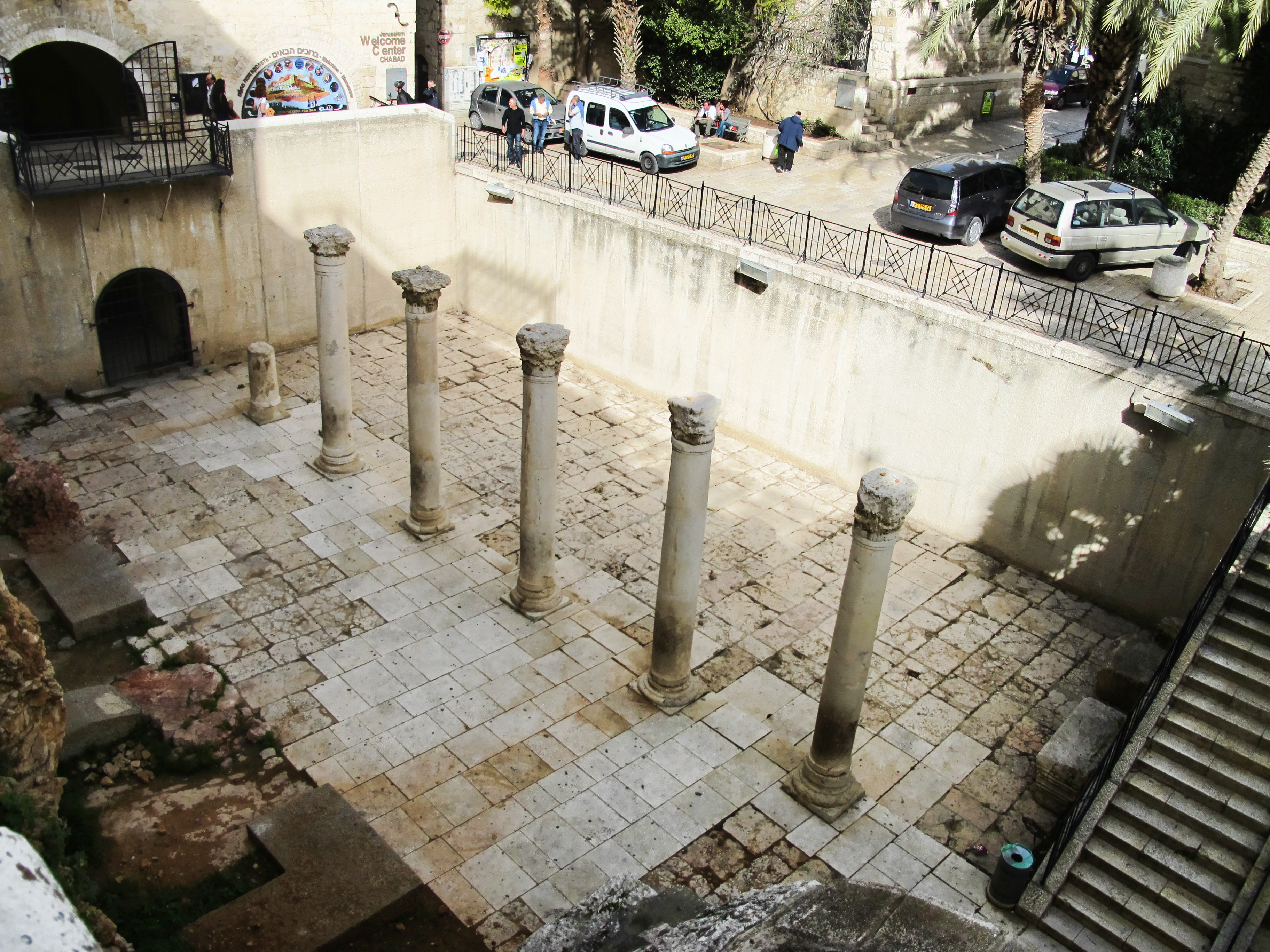
В результаті розкопок Н. Авігада в 1976—1981 роках було відкрито приблизно 200 метрів Кардо, головної вулиці Єрусалиму.

Оскільки більшість збережених джерел про життя Єрусалиму у розглянутий період мають клерикальне походження, візантійський Єрусалим постає переважно як центр християнської релігії. Початковий період становлення Єрусалиму в цій якості зафіксований в описі Бордоського мандрівника. Серед міських пам'яток він вказує Храмову гору і декілька місць в її околиці: Сілоамська купіль, преторій Понтія Пілата і Віфезда. Мандрівник відвідав і описав нещодавно відкритий Гріб Господній і Голгофу, де імператором Костянтином була побудована прекрасна базиліка. Ця базиліка була частиною великого комплексу, урочисте освячення якого відбулося в 335 році. Крім Храму Гробу Господнього в нього входили власне Гріб Господній, над яким була зведена величезна ротонда Анастасіс, Голгофу і внутрішній атріум. Ці храми, поряд з побудованими тоді ж в базилікою Різдва Христового у Вифлеємі і храмом в Мамре, стали першими християнськими храмами Палестини. Їх поява стала найважливішим фактором християнізації провінції. Після цього Костянтин почав масштабне церковне будівництво по всій Палестині в місцях, що згадуються в Біблії або пов'язаних з життям Христа і його апостолів. Будівельна активність в Єрусалимі зросла в V столітті, в другій половині якого єпископ міста отримав титул патріарха. Серед найважливіших церковних будівель, що з'явилися наприкінці IV — початку V століть — Храм Вознесіння і церква у Гефсиманському саду. Весь район Елеонської гори від Віфагії і Віфанії на сході до Іосафатової долини на заході було зайнято церквами та монастирями. Засновані наприкінці IV століття монастирі на Оливній горі стали основним місцем поселення паломників з латинського заходу. Гора Сіон, що входила до складу стародавнього Єрусалиму, залишилася за межами стін Елії Капітоліни і потрапила знову в межі міста в середині V століття після будівлі імператрицею Євдокією південної стіни. При імператорі Юстиніані I Єрусалим досяг вершини свого пишноти. В цей царювання було побудовано найбільше спорудження міста — Нова церква, освячена в 543 році. Одночасно з цим розвивалися благодійні установи — готелі для прочан, притулки для старих. Вони ґрунтувалися і підтримувалися патріархом Єрусалимським і окремими монастирями. Частина з прочан залишалися жити в місті, завдяки чому серед жителів стало багато чужинців: сирійців, вірмен, малоазійських греків і інших. Як і багато інших міст в V—VI століттях Єрусалим досяг зеніту свого процвітання, про що свідчать його побудовані в цей час нові мури. У 614 році Єрусалим був завойований державою Сасанідів, в результаті чого місто було сильно зруйновано, а тисячі християн були вбиті. Після повернення міста до складу Візантії в 628 році імператор Іраклій I зробив деякі зусилля по відновленню міста, але вже 10 років по тому Єрусалим був захоплений військами Арабського халіфату.
Археологічні дослідження візантійського Єрусалиму тривалий час проводилися випадковим чином в зв'язку з будівництвом нових церков на місці стародавніх споруд. З кінця XIX століття увагу дослідників привернули залишки міських мурів і житлові квартали на північ і на південь від Старого міста. У 1867—1870 британський військовий і археолог Ч. Воррен виконав розкопки 240 метрової ділянки стіни візантійського періоду, відомої як стіна Офеля; розкопки К. Кеньон 1967 року підтвердили її візантійське датування. Візантійські ділянки мурів виявлялися і в інших частинах міста. Серія розкопок житлових приміщень в північній частині міста Давида і південній частині Тиропоеона виявили там інтенсивне будівництво в кінці візантійського періоду. Розкопки Б. Мазару в Офелії і в південно-східній частині Храмової гори (1968—1978) дозволили виявити розвиток візантійської забудови протягом декількох століть. Важливі знахідки, які були зроблені на південно-західному пагорбі Єрусалиму, дозволили реконструювати життя «кварталу гори Сіон». Були виявлені сліди Кардо і Неа Екклес, ділянки стін, мозаїчна підлога (Н. Авігад, 1969—1982)

### Газа і її околиці

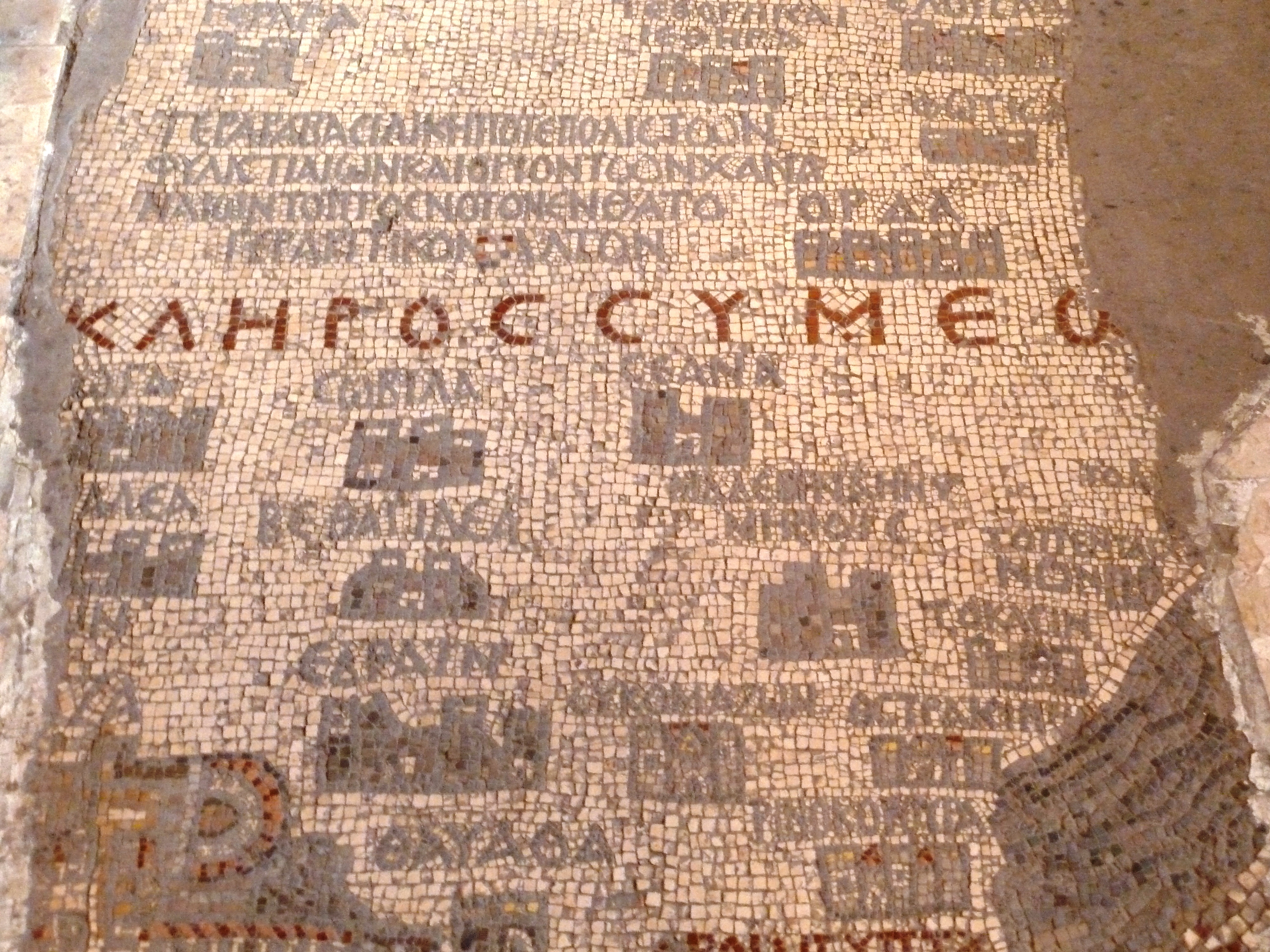
Фрагмент мозаїчної карти з Мадаби з містом Газа (в лівому нижньому куті)

У IV — початку VII століттях Газа (грец. Γάζα) була одним з найбільших економічних і культурних центрів сиро-палестинського регіону. Місто було відоме завдяки розвиненому ремеслу (виробництво амфор, предметів мистецтва тощо). Завдяки своїй школі риторики Газа відігравала важливу роль в інтелектуальному житті східних провінцій Візантії. Внаслідок цього візантійський період в історії Гази добре вивчений. Територія, на якій домінувала Газа, була велика, проте за джерелами вона добре встановлюється на півночі і південному заході. На півночі муніципальні кордони сягали Ашкелона, включаючи Діоклетіанополь і Анфедон. На півдні територія Гази включала зруйнований при Александрі Македонському Бет-Аглайм, місце народження святого Іларіона Фавафу і село Бет-Даллафу, де знаходився монастир Ісаї Єгипетського. На північний захід перебувала Рафія — важливе місто починаючи з елліністичного періоду, що не втратило свого значення і в римський період, і тому, мабуть, вважав значною територією. У V столітті це місто стало єпископальним центром. На схід від району Дейр-ель-Бала (15 км на південний захід від Гази [69]) знаходився невеликий торговий містечко Сікомазон, також в V столітті став резиденцією єпископа. Ще один єпископальний центр знаходився на території Гази в Маїумі. Щодо східного кордону Гази в письмових джерелах є тільки вказівка римського періоду, згідно з яким на сході Газа межувала з Ідумеєю. Східний кордон визначають на підставі археологічних і епіграфічних даних, а також шляхом зіставлення з мозаїчною картою VI століття з Мадаби. Ймовірно, на південному сході територія Гази доходила до міста Кассуфіма, розташованого на західному березі Бесора в 2 км від Герара. У Кіссуфімі археологами була відкрита церква з численними написами і мозаїками. Приблизно в цьому ж районі перебували два великих імператорські маєтки, Saltus Gerariticus і Saltus Constantinianus. Згідно з дослідженнями німецького біблеїста Альбрехт Альт, у візантійський період древнє біблійне місто Герар припинило своє існування. Учасник Халкідонського собору (451) єпископ Маркіян Ґерару, а також згаданий церковним істориком Созоменом монастир «у Герара в долині» отримали, ймовірно, своє ім'я від імператорського маєтку. Оскільки цей єпископський титул пізніше не згадується, Альт припустив, що згадується в VI столітті єпископ Стефан Ордонський (грец. Στέφανος ἐπίσκοπος Όρδων) був єпископом в Saltus Gerariticus. Місто Орда зображений на карті з Мадаби поряд з іншими містами Негева. Його положення зазначено п'ятьма вежами і двома воротами, що вказує на значущість цього місця, тоді як сам Герар показаний маленьким знаком на північ від Орди і на захід від Беєр-Шеви.
Район Герара, Герарітіка, згадується також в Ономастиконі церковного історика IV століття Євсевія Кесарійського. Згідно Євсевія, ця область розташовувалась в 25 милях від Елевферополя і включала Беєр-Шеву. Після розділу провінцій в 357 році велика частина Герарітікі, тобто Saltus Gerariticus, залишилася в складі Палестини Прими, а Беєр-Шева відійшла до Палестини Салютаріс. Центром Saltus Gerariticus був форт Вірсама (лат. Birsama), відомий як центр єпископства і місце дислокації кавалерійського підрозділу Equites Thamudeni Illiriciani. Іншій імператорський маєток, Saltus Constantinianus, згадує візантійський географ VII століття Георгій Кіпрський. Дослідники припускають різні причини його закладення Костянтином Великим: або так само, як і в разі Маїуми для відділення християнського населення Гази від язичницького, або для поселення хрещених святим Іларіоном арабів або ж обома цими цілями.
У візантійський період тут проходили дві важливі дороги: одна вела з Гази в Беєр-Шеву, інша з Гази в Елузу. У Елузі дорога поділялася. На південний схід дорога йшла вздовж долини річки Бесор в Авдат як частина набатейского шляху пахощів. Інше відгалуження йшлось на південний захід через Реховот Негевський і Нессану на Синай. Цією дорогою прочани з Єрусалима йшли до монастиря Святої Катерини. У 560 році разом зі своїми супутник тут пройшов Пілігрим, відомій як Антоній з П'яченци, який залишив нотатки про свою подорож. З його розповіді відомо про ту гостинність, з яким его зустріли жителі Гази. Також відомості Антонія дозволяють встановити, що в ті часи клімат в Негеві був вологішім, чим зараз, та цей регіон був багатим і родючим.

### Містечка, села й маєтки

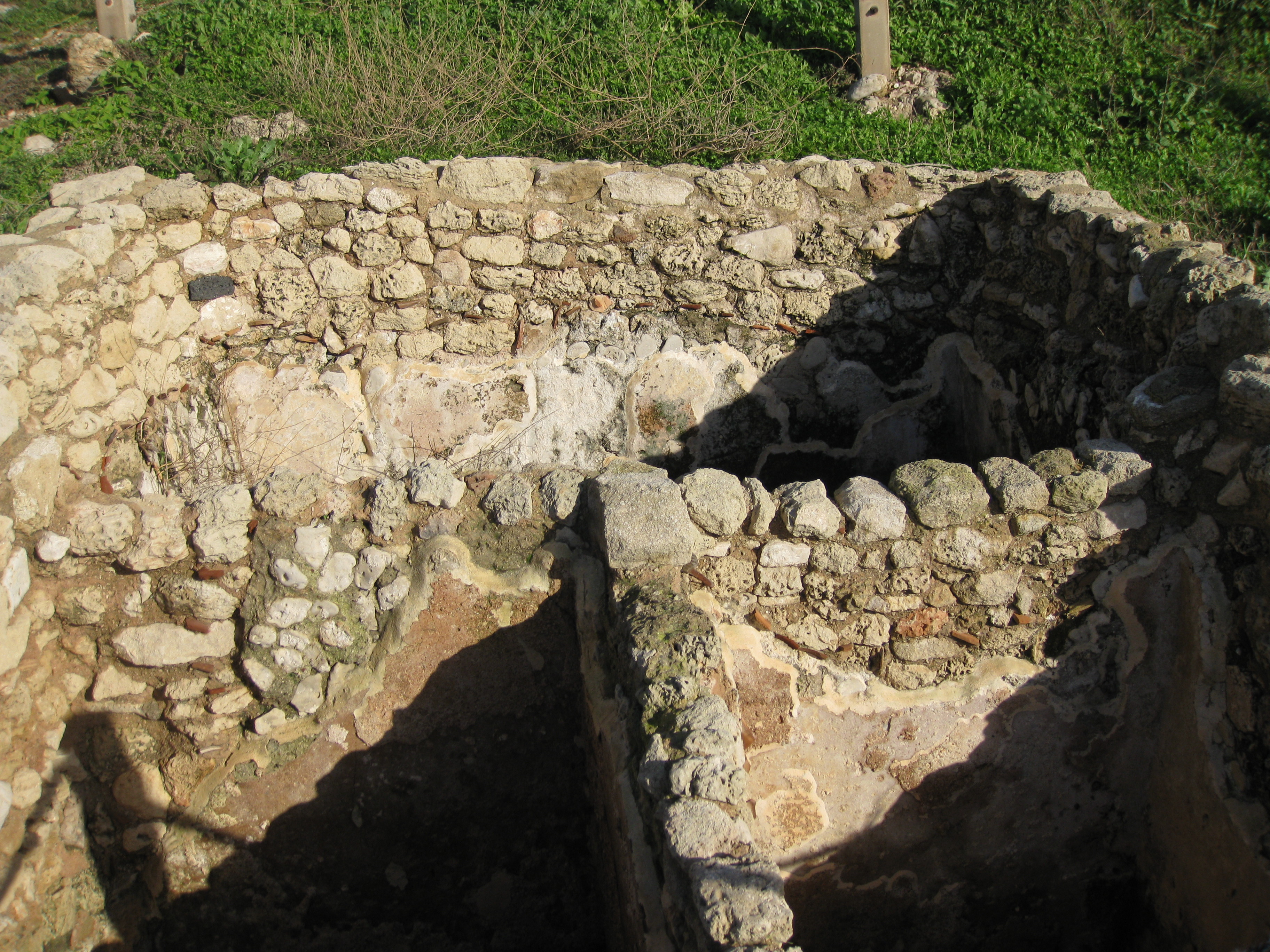
Візантійський резервуар для води в Арсуфі

Більшість з невеликих палестинський міст (містечок) Візантії (івр. 'yr, мн. 'yyrot) були засновані у більш ранній період. Зазвичай вони розташовувалися в найважливіших місцях, які надаються природний захист — на вершинах пагорбів або крутих схилах, проте у візантійський період почався процес поширення міст в долини. До включення Палестини до Римської імперії міста мали особисто піклуватися про свій захист від зовнішніх вторгнень, що змінилося в римський період. Групи бандитів представляли деяку небезпеку, але не значну. В результаті цих процесів міста стали розташовуватися ближче до оброблюваних ділянок родючої землі. До повстання Бар-Кохби всі містечка були гебрейськими, і міста зі змішанім населення зустрічалися тільки на периферії провінції. Пізніше в багатьох містах осіли негебреї, що знайшли своє віддзеркалення у талмудичній літературі. Єдиної думки про те, чи було населення палестинський сіл змішанім або одноріднім в національному відношенні немає. Ґрунтуючись на порівнянні археологічних даних і описів Євсевія Кесарійського, Ізраїльський історик Б. Ісаак висунув теорію про змішане населенні сіл в першій половині IV століття. Надалі з'явилася тенденція до релігійного розмежування, і вже в 370-х роках Єпіфаній Кіпрський стверджував (можливо в полемічному перебільшенні), що найбільші поселення Галілеї повністю гебрейські. За рідкісними винятками в селі була або церква, або синагога. Винятками були або вельми великі поселення, як розташованій в центрі гебрейської Галілеї Капернаум, який був одночасно місцем християнського паломництва. Кількість населення міст сильно варіювалося, за відомостями Йосипа Флавія (I століття) кожне село в Галілеї нараховувала не менше 15 000 мешканців. Вавилонський Талмуд характеризує населення міста за кількістю воїнів, яких вона була здатна виставити — 1500 чоловік великий, 500 невеликий. Археологічні дані дозволяють встановити число житлових приміщень — 1000 в найбільшому з досліджених міст і 300 і місті середнього розміру. При цьому міста в Галілеї в середньому на 25 % більші, ніж в решті Палестини. На підставі наявний археологічних даних встановлено, що типова структура житлових кварталів утворювалася житловими приміщеннями навколо внутрішніх дворів. Зазвичай у одного двору було приблизно 3-6 житлових кімнат, що займала одна сім'я, і декілька допоміжних приміщень. Між дворами були проходи і доріжки завширшки 2-4 метри. Цілеспрямованого планування в гебрейських містах не було.
У римський період гебрейському населенню була надана деяка автономія, що було пов'язано з одного боку з небажанням центральної влади регулювати аспекти повсякденного життя гебреїв і, з іншого боку, ставленням до юдаїзму як до дозволеної релігії. Місто керувалася сімома старійшинами, але не відомо точно, яким чином вони вибирались. Крім вибірних посад були різні чиновники, наприклад «розповсюджувачі благ» (івр. parnase tzedakah) або «глава синагоги», в деяких випадках виконував обов'язки градоначальника. Міська громада мала в своїй основі принцип рівного розподілу часток у міській власності, якщо навіть цю частку не можна було визначити. Місто мало право примусу, засноване на звичаї і галахі. В цілому, поліс і «містечко» були абсолютно різними типами поселень, розрізняючись за розміром, рівнем економічного розвитку, архітектури, етнічнім складом і ступенів еллінізації. У порівнянні з періодом Другого Храму (348 рік до Р. Х — 70 р по Р. Х), коли позначення населеного пункту як поліса залежало тільки від бажання його мешканців, і могло застосовуватися навіть до дрібних містечок, в римський період ця різниця стала носить більш формальний характер. Як і по всій імперії, цей поділ не був критичним. Так, в адміністративному переліку з географічного трактату «Сінекдем» Іерокла (VI століття) та за даними Георгія Кіпрського, Антипатрида була полісом, проте археологічні дослідження не підтверджують там наявності великого поселення у візантійський період. Аналогічне становище було в Дорі, що зазнала занепад в III столітті і навіть після реставрації в VI столітті навряд чи заслуговувало статус міста. Але, з огляду на менший, чим в середньому по імперії ступінь проникнення римської культури, ніж в інших частинах імперії, межа між полісами і «містечками» була добро виокремлена.

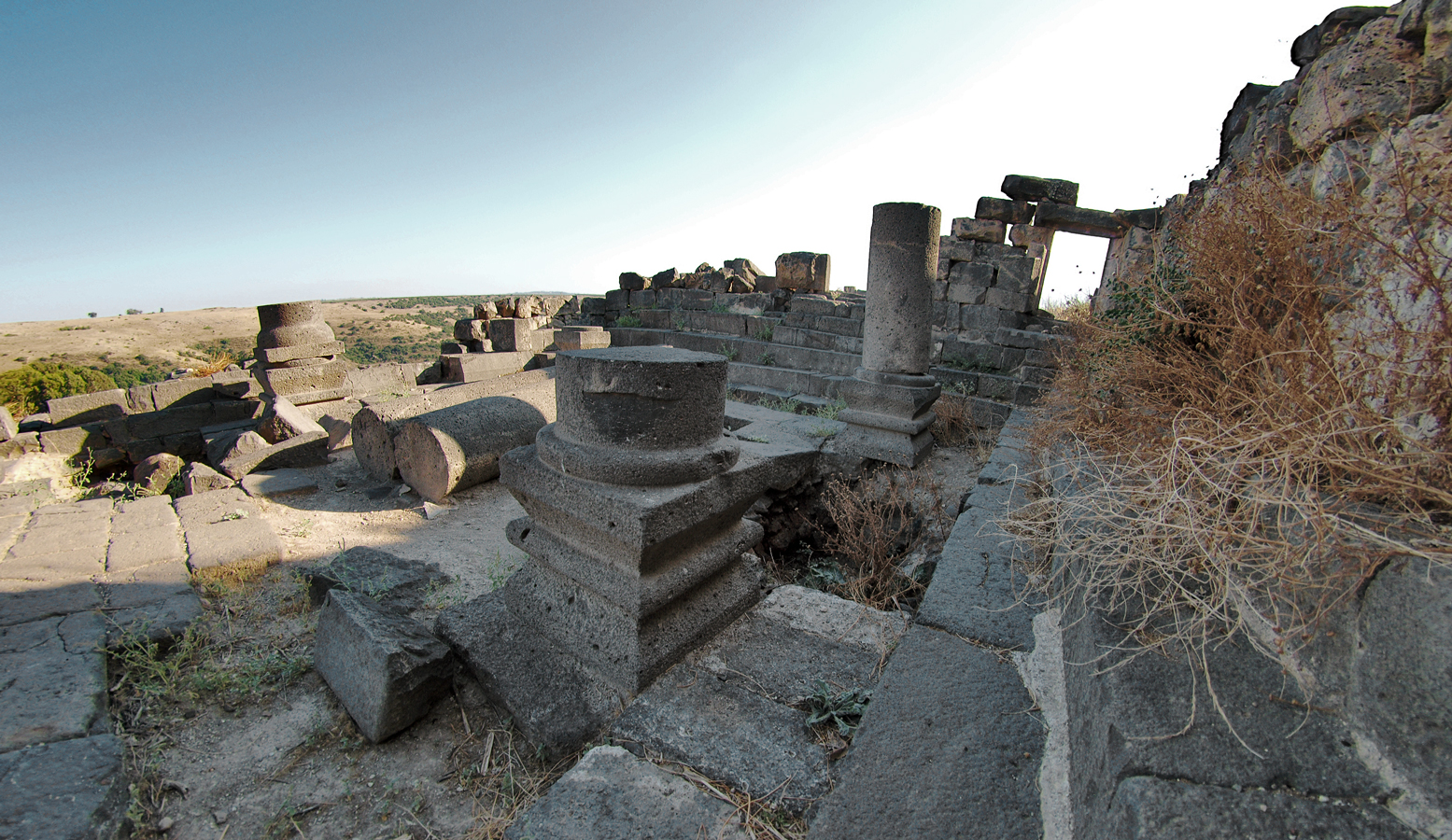
Руїни синагоги в Дір-Азизі, Голанські висоти, перша половина VI століття.

Села могли буті залежні від міста і з точки юдейського права оскільки, наприклад, в селі міг не зібратися міньян для читання Мегіли на Пурим, і тоді в якийсь із ринкових днів для сільських мешканців організовувалися спеціальні читання. Села могли бути пов'язані між собою як розширена родина, коли дочірнє село зберігало з материнським спільність громадських інститутів та економічної діяльності; ці зв'язки встановлюються гіпотетично на підставі аналізу дорожньої мережі. Поширення дочірніх сіл мало різні причини, економічні, демографічні, оборонні. Найбільш суттєвою з них було значне зростання населення — наразі вважається встановленим, що пік населеності Палестини припав на римського-візантійський період. Економічна залежність сіл від міст була пов'язана з необхідністю збуту сільськогосподарської продукції, що відбувалося в торгові дні на центральній площі міста, у період Другого Храму це були понеділок і четвер. З точки зору римського і візантійського оподаткування, селяни мали сплачувати податки у відповідних містах. Про життя в селах відомо з талмудичної літератури, яка малює її як просту і бідну.
Римські маєтки (лат. villa), на відміну від заходу, де вони були основним типом поселення, в Палестині були поширені значно менше. Маєтки на Заході імперії добро вивчені. Зазвичай власником маєтку була заможна людина, що проживає велику частину часу в полісі. Часто в його власності знаходилося багато землі, розподіленої між декількома маєтками. Класичний маєток був самодостатнім, виробляв багато видів сільськогосподарської продукції. При цьому у нього могла бути спеціалізація на якомусь виді продукції — винограді, оливках, якомусь виді м'яса тощо. Маєток був місцем проживання рабів або найманих працівників, за якими наглядав грец. επιτροπος. Нарешті, маєток використовувався як склад готової продукції й місця виконання різних робіт. Маєтки в Палестині виконували важливу роль, дозволяючи здійснювати обробку великих територій та запроваджувати сільськогосподарські інновації. Багато маєтків мали акведуки, ефективну систему зрошення, власні мости і дороги, а також інші споруди, покликані підвищити продуктивність праці. Приклад садиб такого роду є імператорські маєтки в Єрихоні та Ейн-Геді. Особливим типом пізньоантичного маєтку був проастій. Проастії служили приміською резиденцією багатших городян і не малі розвинення сільськогосподарських служб. У Палестині такий тип маєтку було виявлено в Бейт-Губрин та Бейт-Шеан.
У візантійській Палестині власниками маєтків були в основному багаті негебреї, що отримали свої володіння від імператора в нагороду за службу. Археологічних даних про цей тип землеволодіння маємо не багато, але з літературних джерел він добро відомій. Талмудична традиція в період таннаїв згадує багато багатих землевласників гебрейського походження.

## Економіка

### Християнська діяльність
Аналізуючи в 1958 році причини процвітання Палестини у візантійський період, М. Аві-Йона вказав на відносну спокійність цього періоду, розвиток торговельних шляхів через Ейлат, проте найбільш суттєвою причиною на його думку було обумовлено сакральною значимістю Палестини приплив капіталу в регіон, який розпочався з царювання Костянтина Великого. Декілька десятиліть ця точка зору була й достатньо популярна, але в світлі чисельність археологічних даних з'явилися підстави вважати, що масове релігійне будівництво у візантійський період було не причиною, а наслідком економічного розвитку регіону, викликаного сприятливими для нього політичними обставинам. Проте, дослідники продовжують відзначати економічну значимість пов'язаних з християнством економічних процесів. Згідно Аві-Йоні, можна ввести наступну періодизацію історії припливи Капіталу у візантійську Палестину: Державні вкладення при Костянтині Великому та його наступників, приватні вкладення до смерті імператриці Євдокії в 460 році, після періоду застою, відновлення державних інвестицій при Юстиніані I. Для першого періоду невідомо точного значення у грошовому еквіваленті, джерела повідомляють лише про рух дорогих матеріалів, що не давало особливого прибутку для економіки: срібні капітелі в ротонді храму Гробу Господнього, прикрашені золотом и коштовним камінням двері, дорогоцінний релігійний посуд і одяг, подаровані при синах Костянтина, вилучений з поганських храмів мармур..  Для будівництва залучалися будівельники і художники з інших провінцій, багато з яких потім залишалися в Єрусалимі. Тривалий час фахівці з виготовлення мозаїчної підлоги приїжджали з Сирії, потім в Палестині з'явилися свої мозаїчні школи в Газі и Мадабі. Не відомо, яким чином ця діяльність оплачувалась, можливо з податків, що збираються по всьому дієцезу Схід. Житіє Порфирія Газького Марка Диякона повідомляє величину коштів з доходів Палестини, витрачених імператрицею Євдоксією на будівництво церкви в Газі — 200 фунтів золота або 14 400 номісм. Хоча в таких випадках немає чистого припливу капіталу, можна судити про порядок залучених в ці процеси сум. До будівництва залучалися і місцеві мешканці-добровольці зі своїми інструментами, а також армія. У результаті будівництво займало тривалий час — наприклад, церква в Газі будувалась п'ять років, а храм Гробу Господнього понад десять. У V столітті пожертви приватних осіб, мабуть, перевищували імператорські. Відомі імена багатьох благочестивих жінок, які пожертвували свої статки на будівництво храмів і монастирів в Палестині, серед них особливо відомі канонізовані Меланія Старша та Павла Римська. В основному цей приплив коштів забезпечувався політичною нестабільністю в Західній Римській імперії та загроза вторгнення варварів. Також у Палестині шукали притулку родичі покійних імператорів Візантії. З джерел (головним чином агіографічних) відомо, що розмір пожертвування міг бути надзвичайно різним — від 200 золотих момент, пожертвуваних анонімнім дарувальником святому Савві на влаштування богадільні, до 15 000 золотих Меланією Молодшою. З усіх жертводавців в Єрусалимі найщедрішою була розлучена дружина імператора Феодосія II Євдокія, завдяки якій храм Гробу Господнього отримав мідний хрест вагою в 6000 фунтів, у місті були побудовані церкви і навіть мури. Загальна сума витрачених нею в Єрусалимі коштів становила 20 480 фунтів золота або приблизно 15 000 000 золотих. Як зауважив Г. Штембергер, хоча ця діяльність мала велике значення для Палестини в цілому, вона мала незначний вплив на гебрейське населення.
Тісно пов'язаним з церковним будівництвом джерелом доходу Палестини і її жителів були прочани. Їх кількість постійно зростало починаючи з IV століття — хоча точної статистики немає, про це можна судити за кількістю відомих подорожніх нотаток, залишених паломниками. Кількість грошей, витрачених туристами відрізнявся дуже істотно: якщо Бордоський мандрівник скромно подорожував один, то даму Етері (лат. Aetheria) з Галлії супроводжувала численна свита. Прочани витрачали гроші не тільки на себе, а й давали роботу провідникам (включаючи гебреїв і самаритян), користувалися послугами готелів. Прочани часто хворіли, в результаті чого звертались до допомоги місцевих благодійних установ. Ще одним видом християнського підприємництва була торгівля реліквіями, що приносила файний прибуток тому, хто знайде її і місцевої церкви. Наприкінці IV — початку V століть було здобуто велику кількість старозавітних і новозавітних реліквій — Йосипа в 395 році, Самуїла в 406, Захарії і Авакума в 412, святого Стефана в 415 році. Колекціонером реліквій була імператриця Євдокія. Користувалася попитом ґрунт та інші сувеніри зі Святої Землі. Нарешті, хороший дохід приносило переписування Священного Писання, чим славилася Кесарія.
Згідно з М. Аві-Йоною, викликаний описаними причинами приплив коштів мав і негативний вплив на економіку Палестини. Гроші спрямовувалися переважно в що не представляють економічної цінності споруди, а зайнятість при їх будівництві мала сезонний характер; розподіл грошей і їжі серед бідних заохочувала дармоїдство, в результаті чого в Палестину і особливо в Єрусалим стікалися ченці і жебраки з усього світу; кошти концентрувалися в руках у економічно неактивного духовенства; політичні емігранти могли покинути регіон разом зі своїми коштами при найближчій слушній нагоді. З іншого боку інтенсивне будівництво протягом століть практично повністю ліквідувало безробіття, приплив населення стимулював попит, інвестиції направлялися в тому числі і на суспільно корисні потреби. Все це призвело до швидкого зростання економіки, і настільки ж швидкому спаду після імператриці Євдокії.

### Сільське господарство
Незважаючи на розвиненість міст, сільське господарство було основою економіки Палестини. Умови для його ведення з часом змінювалися, моделі кліматичних змін в античній Палестині на початку XX століття вперше досліджував американський географ Е. Хантінгтон (Palestine and Its Transformation, 1911). Посуха що тривала з середини III століття до початку IV століття змінилася прохолоднішим і дощовим періодом. Нерідко відбувалися посухи і навали сарани, викликаючи голод. В результаті демографічних змін III століття дрібні сільськогосподарські власники зникали, або перебираючись у міста, або продаючи свою землю за борги великим землевласникам. У тих випадках, коли хлібороби залишалися на колишніх місцях сільськогосподарська діяльність відбувалася приблизно як і раніше, але багато землі залишалося в запустінні, породжуючи відоме по всій Римській імперії явище лат. (лат. Agri deserti — «занедбані поля»). Незацікавленість орендарів і поділ власності великих землевласників на дрібні ділянки ускладнювало введення прогресивних методів обробки землі. На думку автора низки досліджень з економіки римської та візантійської Палестини Д. Спербер, між 300 і 350 роками дрібні сімейні господарства практично повністю зникли в Палестині. В результаті поліпшення клімату в IV столітті почали відбуватися значні зміни в сільському господарстві.

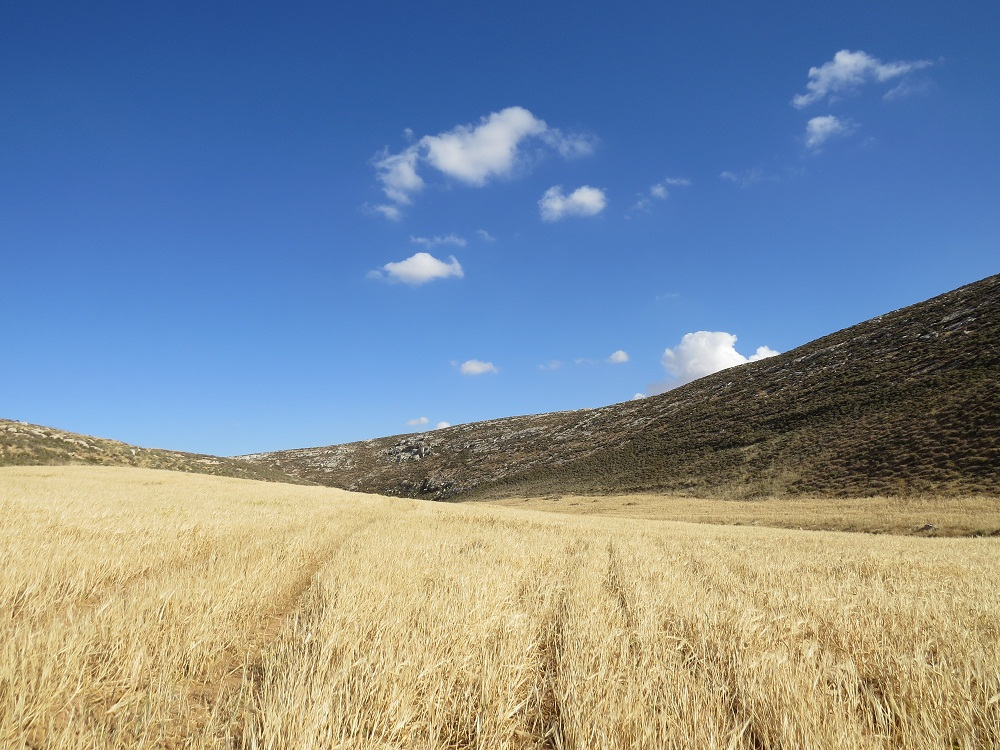
Лан пшениці у Палестині

Талмудична література згадує понад 500 видів сільськогосподарської продукції, включаючи приблизно 150 ідентифікованих видів просапних культур, 8 видів зернових, 20 видів бобових, 24 види овочів, 30 видів фруктів і 20 видів спецій. Основними з них були пшениця, оливки і виноград. У періоди голоду, що траплялися кожні 2-4 роки, і суботні роки (тобто раз в 7 років) пшениця імпортувалася в Палестину з Єгипту. Численні джерела містять інформацію про внутрішньопалестинське виробництво і торгівлю пшеницею. Великий ринок з її продажу, що діяв цілий рік, був в Сепфоріс. Інші зернові (овес, полба, жито) не мали великого значення. Рис вперше згадується в Палестині на початку II століття і спочатку викликав утруднення у мудреців, які намагалися визначити його кошерність. Рис був широко поширений і використовувався для виробництва хліба. Оливки вирощувалися переважно для виробництва олії, яку вживали в їжу разом з хлібом. Невеликі кількості використовувалися для готування, зовсім мало олії йшло на освітлення, оскільки люди лягали спати рано. Виходячи з археологічних даних про кількість пресів і кількість жителів сіл, середнє споживання оливкової олії в Палестині оцінюється в 11.4 літра на людину на рік. У порівнянні з пшеницею і оливками, виробництво винограду приносило найбільший прибуток, в зв'язку з цим його вирощували майже всі селяни. Проте ефективність цього виду діяльності обмежувала чутливість винограду до типу ґрунту і відносна малозначність в раціоні жителів Палестини. Один дунам (1000 м²) виноградників давав приблизно 360 літрів вина на рік. Споживання вина в суботній рік, коли все споживання зростало, на людину оцінюється в 38-47 літрів або 300—357 літрів на нуклеарну родину. При цьому, наприклад, жінки з нижчих класів не вживали його взагалі. Виробництво вина і олії часто згадується в рабиничній літературі. З неї можна дізнатися, що основним регіоном виробництва олії вважалася Галілея, а вина — Юдея, особливо регіон Лода. Важливе значення мав інжир, який вживався в їжу в сушеному і пресованому вигляді. За підрахунками З. Сафра, 1.2 дунама було досить для забезпечення однієї сім'ї цим продуктом. Його вирощування і збір вимагали великої кількості ручної праці, тому звичайне господарство мало тільки декілька фігових дерев. За повідомленням Плінія Старшого, палестинські фіги експортувалися в Рим. У пустельних регіонах і в долині річки Йордан важливою культурою були фініки. Висока якість палестинських фініків, особливо з околиць Єрихону, відзначалися мандрівниками. Звичайним компонентом столу палестинця були страви з бобових, зокрема каші. Сочевицю заможні люди вживали в їжу набагато рідше, ніж бідняки. Згідно Пеа, одній людині на день потрібно ½ кабу бобів.
Спеції були досить дороги, з них найважливішою був перець. Цю пряність, характерну для тропічного клімату, було важко вирощувати в Палестині і це досягнення було предметом особливої гордості. Палестина була єдиним місцем в Римській імперії, де проводилися пахощі бальзам і смирна. Обидва ці види пахощів добувалися з тропічний рослин, які виростали в долині річки Йордан і біля Мертвого моря. Про вирощування бальзаму в Палестині відомо з часів Александра Македонського, але після I століття згадки про нього рідкісні. Причини цього занепаду не відомі, оскільки археологічні дані не відзначають занепаду сільського господарства в районі його зростання.
Сільськогосподарське і промислове значення мало вирощування льону, яке поширилось в Палестині після повстання Бар-Кохби. До 175 року, коли провінцію відвідав географ Павсаній, палестинський льон завоював популярність по всій імперії. Центром льонарства була Галілея (міста Скіфополіс, Тіверіаду і Арбел, тоді як виробництво вовни було більше розвинене в Юдеї. Вважалося, що льон виснажує ґрунт, і його вирощували тільки раз в 4 або 6 років. У зв'язку з цим льон було вирощувати вигідніше, ніж будь-яке зерно. Згідно едикту про ціни Діоклетіана, ціна 1 модія пшениці (6.4 кг) коштував 100 денаріїв, при зборі з 1 дунама в 100—150 кілограмів, це давало дохід до 2500 денаріїв. Навіть не враховуючи вартість лляних очосів, яка не відома, прибуток з 500 кілограмів льону, які можна було отримати з 1 дунама становила понад 2900 динаріїв. Якщо ж з нього зробити мотузки, то прибуток зростав майже в 100 разів. Розрахунки, звичайно, ускладнюються необхідністю обліку вартості праці зайнятих на обробці сировини працівників. Також прибуток можна було отримати і на лляному насінні, якого зазвичай було вдвічі більше, ніж необхідно для посіву. З нього добували олію, що використовується з різними цілями. У цілому, вирощування цієї культури було однією з найважливіших галузей сільського господарства Палестини. Ймовірно, в Палестині вироблялося невелика кількість бавовни. Відповідно, великого значення цей продукт не мав.
Риба також займала помітне місце в меню палестинців. Її виловлювали в основному з Середземного моря і Тиверіадського озера жителі всіх прибережних міст. Рибу ловило як гебрейське, так і не-гебрейське населення. Ті види риб, які в процесі приготування могли змінити свій зовнішній вигляд до невпізнання, гебреям заборонялося купувати у іновірців. Рибу також розводили в садках, що були у власності великих міст і маєтків, але це не мало істотного економічного значення
Основним видом тваринництва було розведення овець, що були джерелом вовни і м'яса. Вовни, наскільки можна судити по едикту Діоклетіана, в античний період збиралося не дуже багато, з однієї вівці близько 2 фунта (600 г), що давало 350 денаріїв прибутку з однієї вівці, що відповідало доходу з ¼ дунама пшениці. Проте з урахуванням того, що для однієї вівці потрібно 4-5 дунамів пасовища, і того, що пшениця давала урожай приблизно раз в 2 роки, розведення овець було не дуже вигідним і залежало від місцевих умов. Незважаючи на те, що гебреї не вживають в їжу свинину, розведення свиней не було повністю заборонено для гебреїв. Зустріч Ісуса Христа зі стадом свиней на населеному змішаним населенням східному березі Галілейського озера описана в Новому Завіті (Мф. 8: 28-34). Ймовірно, свинарство мало велике значення для не-гебрейського населення Палестини, але про це складно судити зі збережених даними складно. З кінця I століття в Палестині розводили курей. Їх утримували в курниках, але в рабенічній літературі міститься багато вказівок про розв'язок конфліктних ситуацій, пов'язаних з поведінкою курей на загальних дворах. З іншої птиці розводили голубів, куріпок, гусей, індиків (яких тримали в тому числі як декоративних птахів) і фазанів, чиє м'ясо вважалося виключно смачним.

### Ремесло
Археологічні знахідки та талмудична література дозволяють встановити основні види ремісничої діяльності в даний період. Діяльність, пов'язана з обробкою сільськогосподарської продукції мала такі цілі — отримання додаткового прибутку, збереження товарів для продажу і тривалого зберігання, зменшення обсягів заготовленої продукції. Для цього використовувались наступні знайдені при розкопках пристосування — винні преси зазвичай знаходять на полях, олійні преси та млини в селах або містах. Також знаходять пристосування для отримання меду з інжиру, плодів ріжкового дерева і фініків, проте значно рідше. На підставі відомих джерел не відомо про те, щоб вино виготовлялося за межами місця збору винограду і відправки виноматеріалу в інше місце для завершення виробництва вина. Ймовірно, це є загальним принципом, оскільки відноситься і до технологічно складних процесів виробництва пахощів і спецій, а також виробництва вовняних і лляних тканин. Провідною галуззю мануфактурного виробництва в Палестині була текстильна. Як було сказано вище, мала місце спеціалізація регіонів — в Галілеї обробляли переважно льон, а в Юдеї шерсть. Ця продукція користувалася попитом за межами регіону, особливо пофарбовані в пурпур і вироби з льону. З численних згадок текстильного виробництва в Талмуді відомо, що технології виготовлення тканин були приблизно такі ж, як і в інших провінціях. Про вигідність виробництва, пов'язаного з обробкою вовни можна судити по едикту Діоклетіана про ціни. Найдорожчою була шерсть з італійського Таранто (175 динаріїв за фунт), вартість праці ткача становила 30-40 динаріїв на день, а солдатський вовняний плащ коштував 4000 динаріїв. З Талмуду відомо про існування поділу праці при обробці льону, а також про участь в цьому жінок і найманих працівників. З Талмуду можна також припустити існування двох основних способів виробництва в цій сфері: селянин сам або за допомогою найманих працівників виконував повний цикл виробництва тканини, або тільки до стадії ниток; перший варіант був, очевидно, більш прибутковим. Ті види робіт, які селянин не міг виконати сам передавалися спеціалізованим гільдіям.
Палестина мала цінні піщані кар'єри, що дозволяли налагодити виробництво скла. Тип піску, що застосовувався в античності, аж до теперішнього часу видобувається в долині Акко. Також славилося своєю якістю скло з піску річки Нааман. Печі II—V століть для виготовлення скла знайдені у багатьох місцях. При цьому деяка кількість скляного посуду імпортувалося, але такий посуд вважався чистим в релігійному відношенні. Про організацію виробників скла в цеху нічого не відомо. У домашньому побуті більш поширений був посуд з глини. В силу своїх фізичних особливостей вона легко розбивалася і насилу чистили, і тому також підлягала знищенню, оскільки з Галахічної точки зору нечиста посуд була непридатна до використання. Все це забезпечувало високий попит на гончарні вироби. Відповідно до цього глиняний посуд був дешевий і вироблявся повсюдно; в талмудичній літературі згадується близько 120 її видів. Незважаючи на те, що Палестина в цілому могла себе забезпечити такою продукцією, розкопки дозволили виявити велику кількість глиняного посуду з Північної Африки, Азії та Західної Європи. Деяку кількість імпортного посуду було привезено як тару для вина або пшениці, проте частина була ввезена з метою безпосереднього використання. Наявною інформацією, проте, мало для повного аналізу цього явища. Археологічні дані та писемні джерела вказують на наявність регіональної спеціалізації у виробництві посуду. Так, наприклад, у Талмуді згадуються «Вифлеємські глечики». З інших видів ремісничого виробництва слід згадати обробку металів як для власного використання, так і для потреб армії, виготовлення папірусів і різні регіональні промисли як, наприклад, виготовлення циновок в Уша і Тіверіаді.